# EIDE
EIDE (Enhanced Integrated Drive Electronics), una extensión del original IDE (Integrated Drive Electronics), es la interfaz empleada en computadoras personales y en computadoras de altas prestaciones para la conexión de discos duros. En torno a esta interfaz han surgido una serie de estándares, conocidos de forma genérica como estándares ATA.
En arquitectura de computadores, recibe el nombre de un conjunto de conectores de Entrada/Salida (E/S) para la conexión de periféricos con una alta tasa de transferencia sobre el bus de E/S PCI, uno de los buses que existen en una placa base para la conexión del chipset de E/S con la CPU y la Memoria.
EIDE: la electrónica de dispositivos integrados mejorados (EIDE, Enhanced Integrated
Drive Electronics), también llamada ATA-2, es una versión actualizada de la interfaz de
controlador de unidad IDE. EIDE admite discos duros de más de 512 MB, permite el
acceso directo a la memoria (DMA) para brindar mayor velocidad y usa la interfaz de
paquete ajunto AT (ATAPI) para alojar unidades ópticas y unidades de cinta en el bus
EIDE. Una interfaz EIDE usa un conector de 40 pines.
- Datos: Q3045686